# Руска (Караш-Северін)
Руска (рум. Rusca) — село у повіті Караш-Северін в Румунії. Входить до складу комуни Терегова.
Село розташоване на відстані 307 км на захід від Бухареста, 38 км на південний схід від Решиці, 109 км на південний схід від Тімішоари, 148 км на північний захід від Крайови.

## Населення
За даними перепису населення 2002 року у селі проживали 1323 особи.
Національний склад населення села:
| Національність | Кількість осіб | Відсоток |
| -------------- | -------------- | -------- |
| румуни         | 1305           | 98,6%    |
| цигани         | 16             | 1,2%     |

Рідною мовою назвали:
| Мова      | Кількість осіб | Відсоток |
| --------- | -------------- | -------- |
| румунська | 1306           | 98,7%    |
| циганська | 15             | 1,1%     |